# Slag bij Kunersdorf

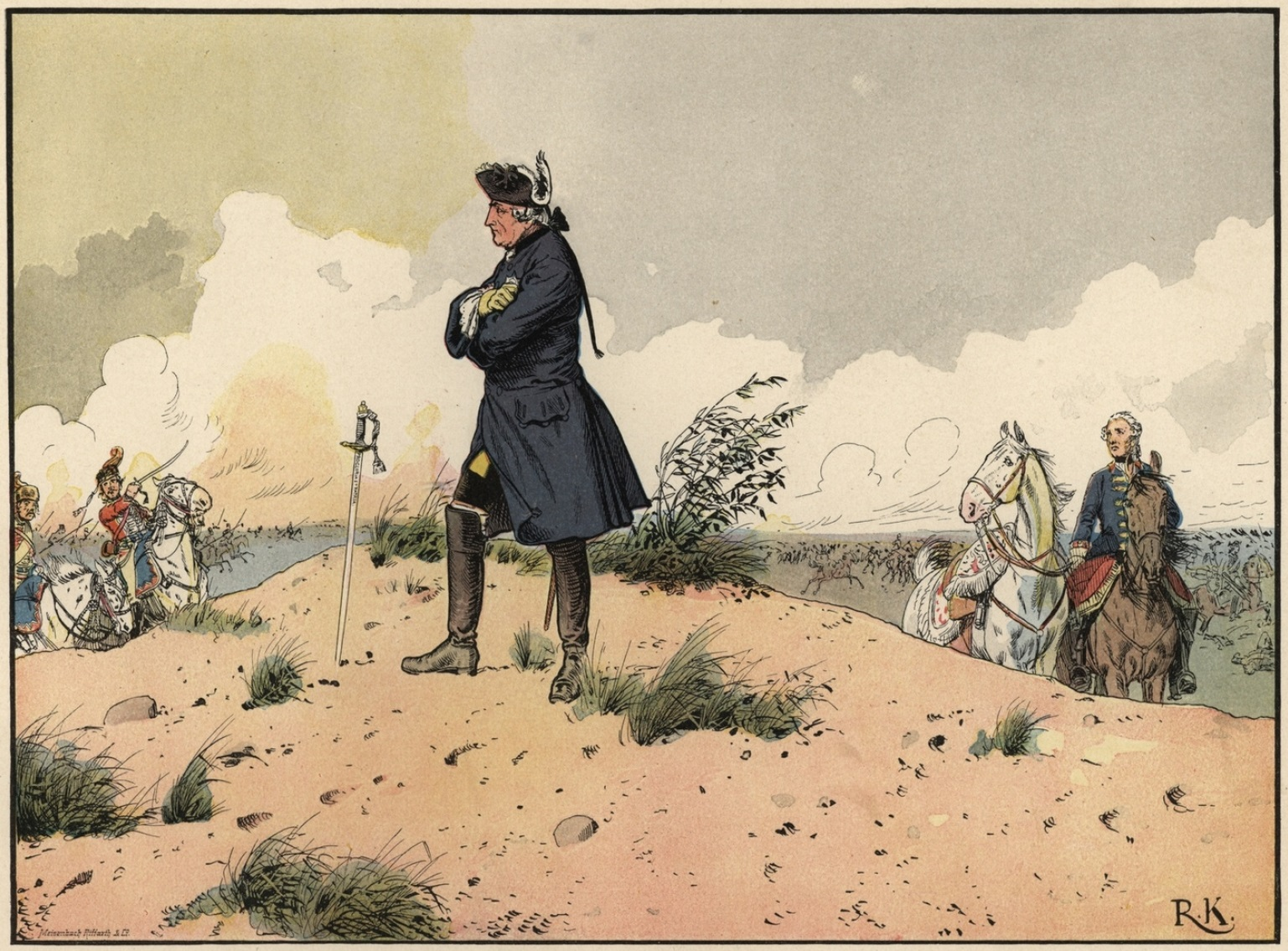
Frederik de Grote stond op een heuvel en had zijn zwaard voor zich in de grond gestoken.

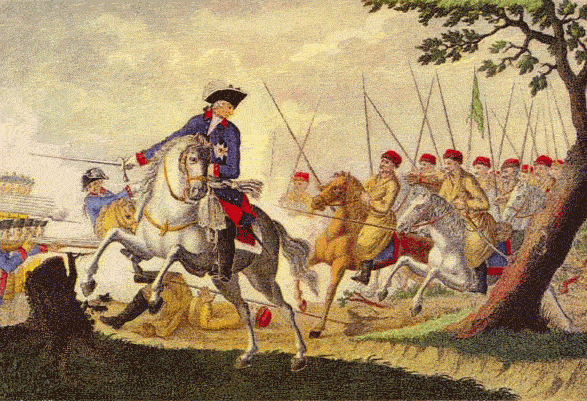
Prittwitz redt Frederik de Grote van de aanstormende kozakken.

De Slag bij Kunersdorf werd uitgevochten op 12 augustus 1759 tijdens de Zevenjarige Oorlog bij Kunersdorf (tegenwoordig Kunowice in Polen), ten oosten van Frankfurt (Oder). Het was de zwaarste nederlaag die het koninkrijk Pruisen onder het bewind van Frederik de Grote te verduren kreeg. Uiteindelijk keerden slechts 3000 van het oorspronkelijk 50.900 man sterke Pruisische leger na de slag terug naar Berlijn.
Het Pruisische leger nam het op tegen een gecombineerd Russisch en Oostenrijks leger van 59.500 man, onder aanvoering van Laudon en Pjotr Saltykov. De Russen en Oostenrijkers verloren minder dan 15.000 man (waarvan ongeveer 5000 gesneuvelden). De Pruisen werden vernietigend verslagen en verloren 172 kanonnen. Er waren 6000 gesneuvelden, 13.000 gewonden. 26.000 manschappen werden uiteengedreven.

## Verloop van de slag
De slag begon met een Pruisische flankaanval op de Russische posities. Deze aanval was een succes en als Frederik hier was gestopt (zoals zijn broer, prins Hendrik, en verschillende generaals adviseerden), was Kunersdorf een Pruisische overwinning geweest. De Pruisische leider wilde echter het voordeel van zijn eerste succes uitbuiten en besloot de strijd voort te zetten. Op het moment dat de Pruisische aanval in kracht afnam, betrad de Oostenrijkse cavalerie het strijdperk. Tot dat moment was deze nog in reserve gehouden.
Er wordt gezegd dat aan het einde van de slag, toen de Pruisen waren verslagen en bijna iedereen aan Pruisische kant op de vlucht was, koning Frederik II in zijn eentje op een kleine heuvel stond, zijn épée voor zich in de grond gestoken. Hij was vastbesloten om het hele vijandelijke leger tegen te houden, of te sneuvelen. Kapitein der cavalerie Prittwitz kwam hem met zijn 200 man sterke eskadron te hulp en wist Frederik uiteindelijk te overtuigen het veld te ruimen.
In de vier dagen na de slag wisten de meeste van de 26.000 uiteengedreven manschappen de weg terug naar hun koning te vinden. Daarmee was het leger van Frederik weer op een sterkte gekomen van 32.000 man en 50 kanonnen.

### Frederiks dictum over Kunersdorf
Op de avond na de slag schreef de koning naar Berlijn:

Deze morgen om 11 uur heb ik de vijand aangevallen. ... Al mijn troepen hebben wonderen verricht, maar ten koste van ontelbare verliezen. Onze mannen raakten in verwarring. Ik wist ze drie keer te verzamelen. Op het einde liep ik het risico in vijandelijke handen te vallen en moest ik terugtrekken. Mijn jas is doorboord door kogels en twee van mijn paarden zijn doodgeschoten. Ik heb het ongeluk gehad nog te leven... We hebben een belangrijke nederlaag geleden: ik heb nog 3000 man over uit een leger van 48.000 man. Op het moment dat ik dit schrijf, is iedereen op de vlucht. Ik ben mijn troepen niet meer meester. Het is juist om aan de veiligheid van iedereen in Berlijn te denken... Het is een wrede mislukking, die ik niet zal overleven. De gevolgen van de slag zullen ernstiger zijn dan de slag zelf. Ik heb geen middelen meer en - gebiedt de eerlijkheid mij te zeggen - ik geloof dat alles verloren is. Ik zal de ondergang van mijn vaderland niet overleven. Vaarwel voor altijd!